# 27712 Coudray
27712 Coudray è un asteroide della fascia principale. Scoperto nel 1988, presenta un'orbita caratterizzata da un semiasse maggiore pari a 2,1858729 UA e da un'eccentricità di 0,1833858, inclinata di 3,06185° rispetto all'eclittica.